# アーナンド・ラーオ・ガーイクワード
アーナンド・ラーオ・ガーイクワード（Anand Rao Gaekwad, 生年不詳 - 1819年10月2日）は、インド西部のグジャラート地方、ガーイクワード家の当主およびヴァドーダラー藩王国の君主（在位：1800年 - 1819年）。

## 生涯
ゴーヴィンド・ラーオ・ガーイクワードの長男として生まれた。
1802年3月15日、アーナンド・ラーオはイギリス東インド会社と軍事保護条約カンベイ条約を締結し、ガーイクワード家は藩王国となった（ヴァドーダラー藩王国）。
そのため、アーナンド・ラーオは第二次マラーター戦争、第三次マラーター戦争にも一切関与せず、傍観し続けた。
1819年10月2日、アーナンド・ラーオは死亡し、弟のサヤージー・ラーオ・ガーイクワード2世が当主位および藩王位を継承した。